# فوزي بنسعيدي
فوزي بن السعيدي مخرج مغربي من مواليد 14 مارس 1967 في مكناس، من بين أفلامه ألف شهر، عمل مخرجاً وممثلاً مسرحياً قبل أن يصور فيلمه القصير الأول «الصخرة» (1997)، الذي حصد 23 جائزة دولية. وفي 1999 شارك في كتابة سيناريو فيلم «بعيداً» لأندريه تيشيني. وفي العام 2000 أخرج فيلمين قصيرين هما «الحائط» الذي حاز على جائزة في مهرجان كان، و«خط المطر» الذي حاز على جائزة في مهرجان البندقية. فيلمه الطويل الأول «ألف شهر» فاز بجائزتين في مهرجان كان، وتبعه عام 2006 فيلم «يا له من عالم رائع». أما فيلمه «موت للبيع» فحصل على منحة من صندوق «سند» عام 2010. حصل على النجمة الذهبية في المهرجان الدولي للفيلم بمراكش في العام 2023.

## أعماله

### مخرجا
- 1999 : الهاوية
- 2000 : الحائط
- 2003 : ألف شهر
- 2006 : يا له من عالم رائع
- 2011 : موت للبيع
- 2017 : وليلي

### كاتب سيناريو
فوزي بن السعيدي هو كاتب السيناريو في جميع أعماله باستثناء فيلمه القصير الهاوية.
- 2001 : بعيدا لأندريه تيشيني

### ممثل
- 1997 : مكتوب لنبيل عيوش: كمال الراوي
- 2000 : ضفائر لالجيلالي فرحاتي
- 2001 : حصان الريح لداوود اولاد السيد: إدريس
- 2001 : بعيدا لأندريه تيشيني
- 2003 : ألف شهر : سمير
- 2006 : يا له منة عالم رائع : كمال
- 2011 : موت للبيع : المفتش دباز
- 2011 : وداعا المغرب لنادر موكنيش: علي
- 2014 : سان لوران لبرتران بونيلو
- 2015 : ديبان لجاك اوديار: السيد حبيب
- 2017 : لولا باتر لنادر موكنيش: الشيخ
- 2017 : وليلي : سي محمد
- 2017 : السعداء لصوفيا جاما: أمين
- 2018 : صوفيا : فوزي

## روابط خارجية
- فوزي بنسعيدي على موقع IMDb (الإنجليزية)
- فوزي بنسعيدي على موقع ألو سيني (الفرنسية)
- فوزي بنسعيدي على موقع أول موفي (الإنجليزية)
- فوزي بنسعيدي على موقع قاعدة بيانات الأفلام السويدية (السويدية)
- فوزي بنسعيدي على موقع قاعدة بيانات الفيلم (الإنجليزية)
- فوزي بنسعيدي على موقع كينوبويسك (الروسية)